# Nicolás Muller
Nicolás Muller, nacido Müller Miklós (Orosháza, Imperio austrohúngaro, 1913 - Llanes,  España, 2000) fue un fotógrafo húngaro nacionalizado español, especializado en fotografías de carácter documental.

## Biografía
Nació en una familia judía de mentalidad liberal. Estudió en su país natal Derecho y Ciencias Políticas. Muy influido por los principios estéticos de la Bauhaus y del Constructivismo soviético, se dedicó a retratar las duras condiciones de vida y trabajo del campesinado húngaro. Uno de sus reportajes fue considerado antipatriótico por la derecha húngara. Esto y la creciente influencia de la Alemania nazi sobre el Reino de Hungría, hizo que Müller, con veinticinco años, decidiera trasladarse a Francia. Se instaló en París en 1938, donde comenzó a colaborar con revistas y se relacionó con otros fotógrafos húngaros como Brassaï y Robert Capa. El estallido de la Segunda Guerra Mundial le llevó a refugiarse en Portugal, donde fue detenido por la policía salazarista y sólo consiguió su libertad con la condición de no regresar al país. Se instaló después en Marruecos, donde vivió nueve años. En Tánger, que pertenecía al Protectorado español, hizo amistad con Fernando Vela, secretario de José Ortega y Gasset. Gracias a él entró en contacto con la Revista de Occidente, que le organizó una exposición en España, país en el que Müller se instaló definitivamente en 1947. Obtuvo la nacionalidad española a principios de la década de 1960.
En colaboración con importantes escritores, publicó toda una serie de libros ilustrados con sus fotografías: en 1966, España clara  (con texto de Azorín y dos años después, los seis volúmenes conformados por Cataluña (con Dionisio Ridruejo),  Andalucía (con Fernando Quiñones), Baleares (con Lorenzo Villalonga), Canarias (con Federico Carlos Sainz de Robles), País Vasco (con Julio Caro Baroja) y  Cantabria (con Manolo Arce).
En la década de 1970 Muller se retiró a la aldea de Andrín, en Llanes, Asturias.

## Exposiciones
- 1985: Instantáneas de una vida, Museo de Bellas Artes de Asturias, Oviedo.
- 1987: Diálogos con la luz, Pamplona.
- 1987: Echos d'Espagne, Lyon (exposición colectiva sobre fotógrafos españoles).
- 1988: La Escuela de Madrid, Museo de Arte Contemporáneo de Madrid (colectiva).
- 1994: Retrospectiva, Madrid.
- 2013: Obras maestras. Comisario: Chema Conesa. Sala Canal de Isabel II, Madrid.
- 2021: Nicolás Muller. La mirada comprometida Museo Juan Barjola, Gijón